# Pedalium
Pedalium es un género de plantas de flores de la familia Pedaliaceae. Comprende ocho especies.

## Especies seleccionadas
- Pedalium busseanum
- Pedalium cailludii
- Peladium filiformis